# إنهامبان
إنهامبان هي مدينة، تتبع محافظة إنهامبان، هي عاصمة محافظة إنهامبان، بلغ عدد سكانها 63٬837 نسمة.

## المناخ
يظهر الجدول التالي التغييرات المناخية على مدار السنة لإنهامبان:
| البيانات المناخية لـإنهامبان                                     | البيانات المناخية لـإنهامبان | البيانات المناخية لـإنهامبان | البيانات المناخية لـإنهامبان | البيانات المناخية لـإنهامبان | البيانات المناخية لـإنهامبان | البيانات المناخية لـإنهامبان | البيانات المناخية لـإنهامبان | البيانات المناخية لـإنهامبان | البيانات المناخية لـإنهامبان | البيانات المناخية لـإنهامبان | البيانات المناخية لـإنهامبان | البيانات المناخية لـإنهامبان | البيانات المناخية لـإنهامبان |
| الشهر                                                            | يناير                        | فبراير                       | مارس                         | أبريل                        | مايو                         | يونيو                        | يوليو                        | أغسطس                        | سبتمبر                       | أكتوبر                       | نوفمبر                       | ديسمبر                       | المعدل السنوي                |
| ---------------------------------------------------------------- | ---------------------------- | ---------------------------- | ---------------------------- | ---------------------------- | ---------------------------- | ---------------------------- | ---------------------------- | ---------------------------- | ---------------------------- | ---------------------------- | ---------------------------- | ---------------------------- | ---------------------------- |
| الدرجة القصوى °م (°ف)                                            | 36.0 (96.8)                  | 36.3 (97.3)                  | 35.2 (95.4)                  | 34.5 (94.1)                  | 33.2 (91.8)                  | 32.7 (90.9)                  | 31.5 (88.7)                  | 32.2 (90.0)                  | 34.5 (94.1)                  | 34.1 (93.4)                  | 37.3 (99.1)                  | 36.7 (98.1)                  | 37.3 (99.1)                  |
| متوسط درجة الحرارة الكبرى °م (°ف)                                | 30.9 (87.6)                  | 30.9 (87.6)                  | 30.5 (86.9)                  | 29.0 (84.2)                  | 27.0 (80.6)                  | 25.5 (77.9)                  | 24.9 (76.8)                  | 25.5 (77.9)                  | 26.5 (79.7)                  | 27.5 (81.5)                  | 28.6 (83.5)                  | 30.0 (86.0)                  | 28.1 (82.6)                  |
| متوسط درجة الحرارة الصغرى °م (°ف)                                | 22.8 (73.0)                  | 22.8 (73.0)                  | 22.0 (71.6)                  | 20.4 (68.7)                  | 18.0 (64.4)                  | 16.0 (60.8)                  | 15.6 (60.1)                  | 16.4 (61.5)                  | 18.0 (64.4)                  | 19.4 (66.9)                  | 20.7 (69.3)                  | 21.9 (71.4)                  | 19.5 (67.1)                  |
| أدنى درجة حرارة °م (°ف)                                          | 18.8 (65.8)                  | 17.0 (62.6)                  | 18.2 (64.8)                  | 15.4 (59.7)                  | 12.3 (54.1)                  | 10.6 (51.1)                  | 11.0 (51.8)                  | 10.5 (50.9)                  | 13.5 (56.3)                  | 11.6 (52.9)                  | 15.0 (59.0)                  | 17.3 (63.1)                  | 10.5 (50.9)                  |
| الهطول مم (إنش)                                                  | 152.2 (5.99)                 | 135.8 (5.35)                 | 109.9 (4.33)                 | 77.6 (3.06)                  | 59.1 (2.33)                  | 55.6 (2.19)                  | 35.0 (1.38)                  | 30.6 (1.20)                  | 36.4 (1.43)                  | 37.6 (1.48)                  | 75.8 (2.98)                  | 144.2 (5.68)                 | 949.8 (37.39)                |
| متوسط أيام هطول الأمطار (≥ 1.0 mm)                               | 5.4                          | 5.6                          | 4.6                          | 3.8                          | 3.4                          | 2.9                          | 2.5                          | 1.8                          | 1.5                          | 2.0                          | 3.6                          | 4.8                          | 41.9                         |
| متوسط الرطوبة النسبية (%)                                        | 75                           | 75                           | 74                           | 75                           | 77                           | 78                           | 76                           | 75                           | 75                           | 74                           | 73                           | 73                           | 75                           |
| ساعات سطوع الشمس الشهرية                                         | 207.7                        | 194.9                        | 204.6                        | 207.0                        | 220.1                        | 192.0                        | 210.8                        | 229.4                        | 210.0                        | 223.2                        | 195.0                        | 210.8                        | 2٬505٫5                      |
| ساعات سطوع الشمس اليومية                                         | 6.7                          | 6.9                          | 6.6                          | 6.9                          | 7.1                          | 6.4                          | 6.8                          | 7.4                          | 7.0                          | 7.2                          | 6.5                          | 6.8                          | 6.9                          |
| المصدر #1: المنظمة العالمية للأرصاد الجوية                       |                              |                              |                              |                              |                              |                              |                              |                              |                              |                              |                              |                              |                              |
| المصدر #2: الأرصاد الجوية الألمانية (extremes, humidity and sun) |                              |                              |                              |                              |                              |                              |                              |                              |                              |                              |                              |                              |                              |

## مدن توأم
المدن التوأم:
- أفيرو
- أويرس.

## أعلام
- تينا باولينو
- أندريه بوشر